# Jan Marcin Szancer
Jan Marcin Szancer (Krakau, 12 november 1902 - 21 maart 1973) was een Pools illustrator. Hij illustreerde meer dan 200 boeken en zijn werk inspireerde onder meer voor het ontwerp van het Bochtige huisje in Sopot.

## Biografie
Szancer studeerde aan de Academie van Schone Kunsten in Krakau en ging vervolgens voor studie naar Frankrijk en Italië. HIj was een vriend van Jan Brzechwa voor wie hij veel gedichten illustreerde.
Szancer illustreerde meer dan 200 boeken, waaronder de trilogie van Henryk Sienkiewicz (Nobelprijs voor de Literatuur in 1905), Pan Tadeusz van Adam Mickiewicz en de sier Pan Kleks van Jan Brzechwa. Sinds mei 1945 was hij redacteur en illustrator voor de omslag van het jongerentijdschrift Świerszczyk. Na de Tweede Wereldoorlog werd hij de eerste artistiek directeur van de televisieomroep Telewizja Polska.
Zijn architectonische tekeningen dienden samen met de illustraties van Per Dahlberg als de inspiratiebron voor de architecten Szotyńscy & Zaleski voor het ontwerp van het Bochtige huisje in de stad Sopot.
- Biblioteca Nacional de España: XX1197085
- Bibliothèque nationale de France: cb16803112c (data)
- CiNii: DA09791459
- Gemeinsame Normdatei: 105011622
- International Standard Name Identifier: 0000 0000 8116 7216
- Library of Congress Control Number: n86800522
- Bibliotheek van het Japanse parlement: 00684587
- Nationale Bibliotheek van Tsjechië: mzk2003195480
- Nationale Bibliotheek van Israël: 987007272275305171
- Nationale en Universitaire bibliotheek Zagreb: 000351741
- Nederlandse Thesaurus van Auteursnamen: 124617506
- Réseau des bibliothèques de Suisse occidentale: 02-A003882048
- Système universitaire de documentation: 110804848
- Virtual International Authority File: 37365035
- WorldCat: E39PBJpYCycCQfxMYPr4KKCqQq